# 데란 사라피안

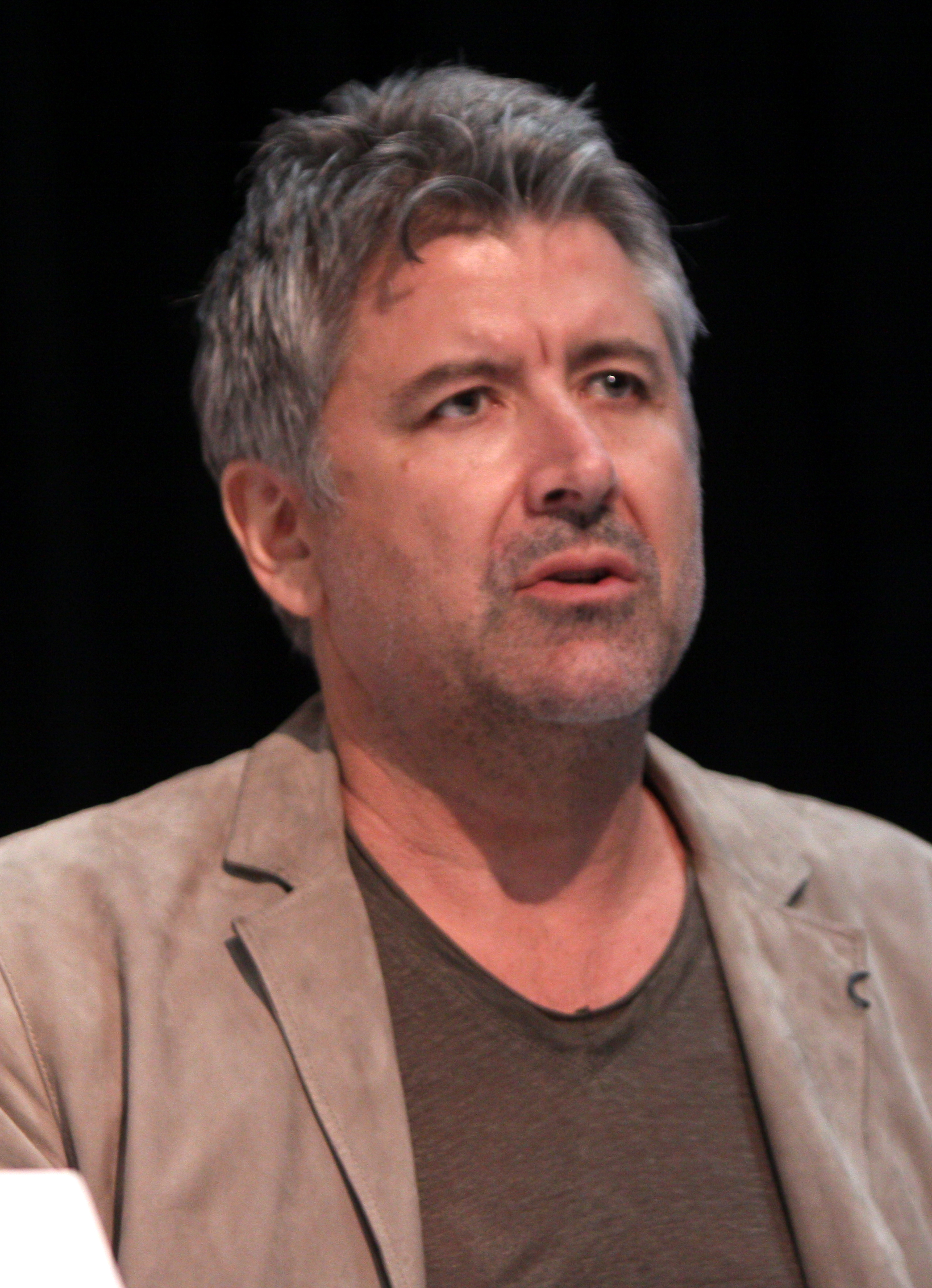

데런 서레이피언(영어: Deran Sarafian, 영어 발음: /'dɛrən sə'reɪfiən/)은 미국의 감독, 배우이다. 지옥의 반담, 터미널 스피드 등을 감독했다. 2개의 프라임타임 에미상 후보에 올랐다.
영화 감독 리처드 C. 서레이피언의 아들이자 감독, 프로듀서, 각본가 로버트 올트먼의 조카이다.

## 참여 작품

### 감독
- 지옥의 반담
- 성화의 추적자
- 터미널 스피드
- 뱀파이어 해결사 (드라마)
- 하우스 (드라마)
- 로스트
- 프린지 (드라마)
- 니키타 (2010년 드라마)
- 더 스트레인
- 도미니언 (드라마)
- 침묵의 게임
- 로스우드 (드라마)
- 블루 블러드 (드라마)
- 더 기프티드
- 스웜프 씽 (드라마)